# The Little Bride of Heaven
The Little Bride of Heaven è un cortometraggio muto del 1912. Non si conosce il nome del regista del film che, prodotto dalla Edison, fu distribuito dalla General Film Company.

## Produzione
Il film fu prodotto dalla Edison Company.

## Distribuzione
Distribuito dalla General Film Company, il film - un cortometraggio in una bobina - uscì nelle sale cinematografiche statunitensi il 25 giugno 1912.